# Mineralium Deposita
Mineralium Deposita, International Journal for Geology, Mineralogy and Geochemistry of Mineral Deposits — це рецензований науковий журнал, який видається Springer Science+Business Media. Це офіційний журнал Товариства геології родовищ корисних копалин (англ. Society for Geology Applied to Mineral Deposits). Журнал охоплює економічну геологію, експериментальну та прикладну геохімію, дослідження родовищ корисних копалин та розвідку рудних родовищ.
Головними редакторами є Жорж Бодуан (Університет Лаваль) і Бернд Леман (Технічний університет Клаусталя).
Відповідно до Journal Citation Reports, імпакт-фактор журналу в 2015 році склав 3,467. Mineralium Deposita — це гібридний журнал відкритого доступу, який публікує статті як доступні за передплатою, так і у відкритому доступі.